# Struk (teorija grafova)
Struk grafa u teoriji grafova je duljina najkraćeg ciklusa u grafu. Petersenov graf ima struk 5. Svaki graf dijametra {\displaystyle d} i struka {\displaystyle 2d+1} nužno je regularan. U svezi s Mooreovim grafom, Mooreova granica {\displaystyle M_{\Delta ,d}} daje maksimalan broj vrhova grafa s maksimalnim stupnjem {\displaystyle \Delta } i dijametrom {\displaystyle d} te minimalan broj vrhova u regularnom grafu stupnja {\displaystyle \Delta } i struka {\displaystyle 2d+1}. Ako nema ciklusa, struk je nula.